# Macrosemius
Macrosemius es un género extinto de peces actinopterigios prehistóricos. Fue descrito por Agassiz en 1834.
Vivió en el Reino Unido, Francia y Alemania .